# Charles Fambrough
Charles Fambrough, född 25 augusti 1950 i Philadelphia, Pennsylvania, död 1 januari 2011, var en amerikansk kontrabasist och kompositör från Philadelphia, vars sånger har blivit spelade av Jazz Messengers, Roy Hargrove, Stanley Turrentine, Craig Handy och Joe Ford.
Under sin 40-åriga professionella karriär uppträdde och spelade Fambrough med ett flertal band, bland andra Art Blakey and the Jazz Messengers, The Wynton Marsalis Quintet, Grover Washington Jr, McCoy Tyner, Freddie Hubbard, Airto Moreira, Shirley Scott och Rahsaan Roland Kirk. Fambrough spelade även in och uppträdde med sitt eget band Charles Fambrough's All Star Group.